# Labadismus
Labadismus byl okrajový protestantský náboženský proud, který vycházel především z pietistické formy luteránství. Jeho zakladatelem byl bývalý francouzský jezuita Jean de Labadie (1610–1674), který se jako náboženský mystik a příznivec progresivního katolického jansenismu v roce 1650 odvrátil od katolického vyznání a stal se reformovaným kazatelem. Jeho názory, vyjádřené v kázáních a díle Obrození církve skrze pastorační práci (1667), byly kombinací pietistických i jansenistických vlivů a daly vzniknout specifické formě praktického mysticismu, nazvaného po svém zakladateli labadismus.
Na jeho základech vzápětí vznikla radikálně protestantská sekta labadistů, která se rozšířila především na území dnešní Belgie, odkud byli její členové a příznivci vytlačeni do nizozemského města Veere, aby se nakonec pod Labadieho vedením usídlili v Amsterdamu, kde se prominentní členkou sekty stala vzdělaná a vlivná básnířka Anna Maria van Schurman. V roce 1670, pod tlakem nepříliš přátelského amsterodamského prostředí, de Labadie a jeho 55 následovníků využilo pozvání k přesídlení do vestfálského Herfordu, odkud se záhy přesunuli do dánsko-německého přístavu Altona (dnes součást Hamburku). Po de Labadieho smrti v roce 1674 se zhruba stošedesátičlenná sekta stěhuje opět, tentokrát do fríského Wiewertu, kde toto společenství postupně upadá a v roce 1732 je rozpuštěno.
Labadisté, podobně jako kvakeři a jiné pietistické skupiny, vyznávali vnitřní přítomnost Božího světla, na kterou kladli větší důraz než na vnější formu nebo četbu Písma. Pokládali se za znovuzrozené boží děti, osvobozené od hříchu, a stavěli se proti křtění nemluvňat. Specifickým jevem bylo naprosté sdílení společného majetku a přísná rodinná politika, podle které měl každý muž po zplození potomka zapudit svoji manželku.
Toto nařízení se stalo osudným i Ephraimovi Georgovi Hermanovi (1652–1689), nejstaršímu synovi prvního známého českého emigranta do Severní Ameriky Augustina Hermana (asi 1621–1686) a druhého pána na panství Bohemia Manor v americkém Marylandu. Jedna skupina labadistů, vyštvaná z Fríska, se totiž začátkem 80. let 17. století dostala až do britských kolonií v Severní Americe, kde se její představitelé v Marylandu setkali právě s Ephraimem Hermanem. Ten je pozval, aby osídlili některé části rozlehlého otcova panství. Po bližším kontaktu zcela propadl labadistické mystice, odehnal od sebe svou ženu a v naprosté izolaci zešílel a záhy zemřel. Svoje dědictví ale ještě stačil odkázat labadistům, kteří ho prakticky celé rozchvátili. Alespoň jeho část byla nakonec zachráněna Ephraimovým bratrem Casparem Hermanem (1656–1704), třetím pánem na Bohemia Manor a pokračovatelem rodu prvního Čechoameričana.
Labadisté se pokoušeli uchytit také v povodí řeky Hudson a v jihoamerickém Surinamu (tehdy Nizozemské Guayaně), ale všechny pokusy skončily nezdarem. Po ojedinělém pokusu o obnovení sekty v 19. století labadismus definitivně zaniká.